# Рудолф Галин
Рудолф Галин (Загреб, 1. април 1928 — Загреб, 8. август 2004) је југословенски атлетски репрезентативац и олимпијац у бацању кладива. Био је члан АК Младост из Загреба.
Првак Југославије је био 1951. године 53,94.
Прво међународно такмичење на којем је учествовао је било Европском првенству 1950. у Бриселу, где је био 9 место (49,01 м). Следеће године на Медитеранским играма у Александрији је трећи (50,43 м) са својом првом медаљом на међународним такмичењима.
Учесник је Летњих олимпијских игара 1952. у Хелсинкију, где је у финалу бацања кладива био 17. са 51,37 м.